# Artemisia eriocarpa
Artemisia eriocarpa là một loài thực vật có hoa trong họ Cúc. Loài này được Bunge mô tả khoa học đầu tiên.